# Pedrovo
Pedrovo je vas v Mestni občini Nova Gorica. Naselje je bilo ustanovljeno leta 2011 z izločitvijo dela naselja Branik. Pedrovo leži na severnem robu Kraške planote nad dolino Branice v bližini gradu Rihemberk.  
Pedrovo je staro naselje dvajsetih hiš ob cerkvici sv. Duha. Vasica, ki je še na začetku 20. stoletja štela 110 prebivalcev, je pred dvajsetimi leti dva prebivalca, jih ima danes 18. Stavbna dediščina je izjemno dobro ohranjena in zgledno obnovljena, zato naselje velja za enega najbolje ohranjenih naselbinskih spomenikov v Sloveniji.
Do vasice vodi položna cesta, ki se odcepi od glavne ceste Branik - Komen in vodi skozi delno zaraščen gozd na nekdanjih vinogradniških terasah. Vas je v preteklosti slovela po kostanjevih nasadih. Danes se v vasi prepletajo kultura, ekološko kmetijstvo in turizem. 